# Celi
|  | Per a altres significats, vegeu «Celi (desambiguació)». |

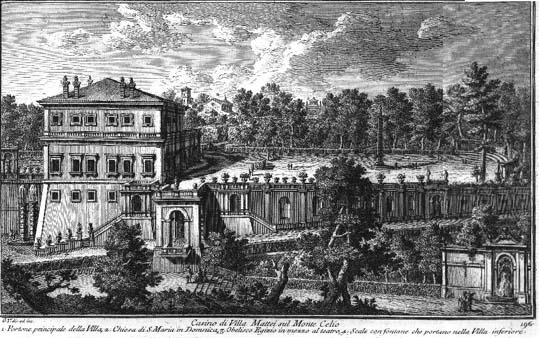
La Villa Celimontana, segons un gravat de Giuseppe Vasi de 1761

El Celi (en italià: Celio; en llatí: Mons Cælius) és un dels set turons de la ciutat de Roma. Es troba davant del Palatí i està situat al sud del Coliseu.
El turó s'estén fins a l'Esquilí, al que s'uneix prop de la Porta Maggiore. El Celi fa uns dos quilòmetres de llarg i entre 400 i 500 metres d'amplada. El punt més alt del turó arriba als 54 metres. Els autors antics distingien tres altures: el Caelius, el Caeliolus i la Sucusa situat a 49 metres d'alçada respecte al Coliseu. Donaven a tot el relleu el nom de Caelius i reservaven el de Caeliolus a una eminència meridional separada de la resta del turó per una petita depressió i que donava a l'Aventí i a les termes de Caracal·la.

## Origen del nom
Segons diu Tàcit, el Celi s'anomenava en un primer temps Querquetulanus mons, per la gran quantitat d'alzines que hi creixien (quercus significa 'alzina' en llatí). El nom original s'hauria perpetuat a la porta Querquetulana (Querquetulana porta), un nom que Plini el Vell dona a la porta Caelimontana (Caelimontana porta) situada entre el Celi i l'Esquilí. Els seus habitants, els Querquetulani, són un dels trenta pobles admesos a les Festes llatines. Abans del segle vii aC el poble establert al turó era independent i encara no s'havia fusionat amb els altres pobles veïns per formar la futura ciutat de Roma.

## Història
Segons Titus Livi, el Celi va formar part de Roma quan el rei Tul·li Hostili, el va incorporar a la ciutat per albergar els habitants d'Alba Longa, quan aquesta ciutat va ser destruïda. Per atreure els nous habitants, el rei hi hauria construït el seu palau. El turó es va poblar molt durant la República.
Varró diu que el nom del turó prové del d'un militar etrusc anomenat Celi Vibenna que va venir amb una tropa d'elit en ajuda de Ròmul quan lluitava contra el rei dels sabins.
Quan August va dividir la ciutat en catorze regions, el Celi es va dividir en tres zones: els vessants occidental i sud es van incloure a la Regio I Porta Capena, la part principal del turó a la Regio II Caelimontum i la part oriental a la Regió V Esquiliae. L'any 27, el turó es va veure molt afectat per un incendi i poc després va ser un terreny popular entre els aristòcrates, que, amb les seves vil·les i jardins, segurament en van ocupar una part considerable.
Comprèn, entre d'altres, les esglésies de San Gregorio Magno, Santi Giovanni e Paolo, Santa Maria in Dominica i Santo Stefano Rotondo, i la Villa Celimontana. La gens Cèlia, una antiga família romana d'origen plebeu portava aquest nom, que es relaciona amb el Celi i amb Celi Vibenna.